# Mycalesis orseis
Mycalesis orseis är en fjärilsart som beskrevs av William Chapman Hewitson 1864. Mycalesis orseis ingår i släktet Mycalesis och familjen praktfjärilar. Inga underarter finns listade i Catalogue of Life.

## Bildgalleri

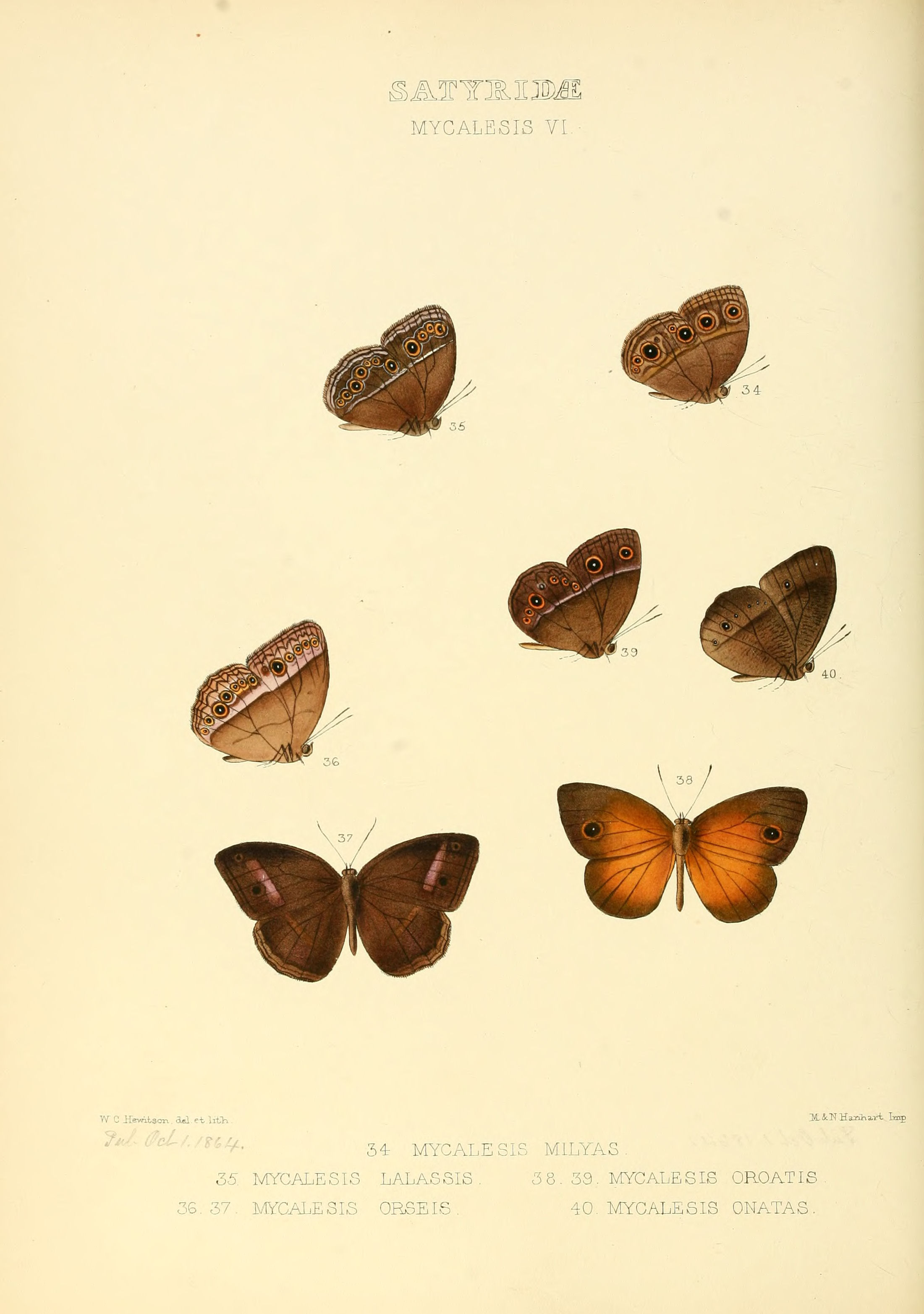
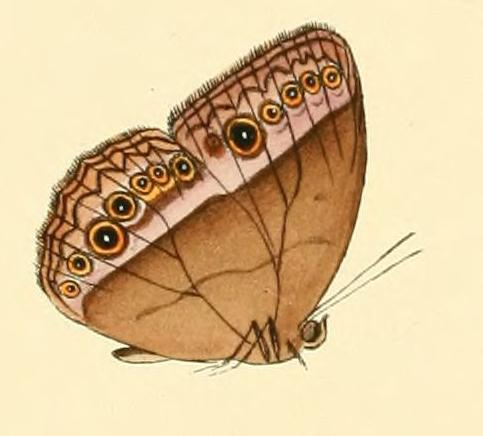
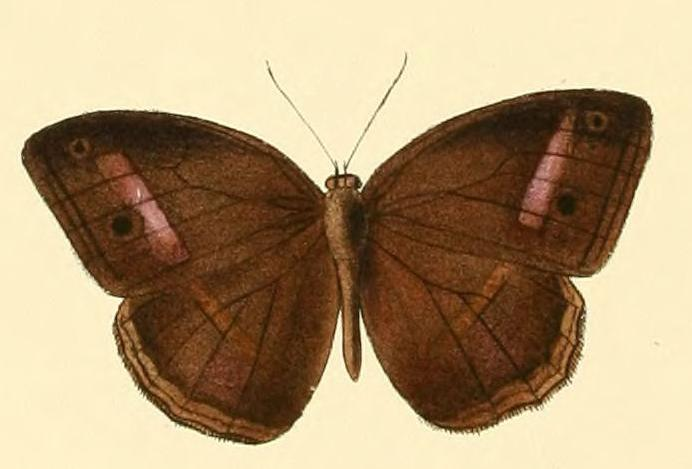
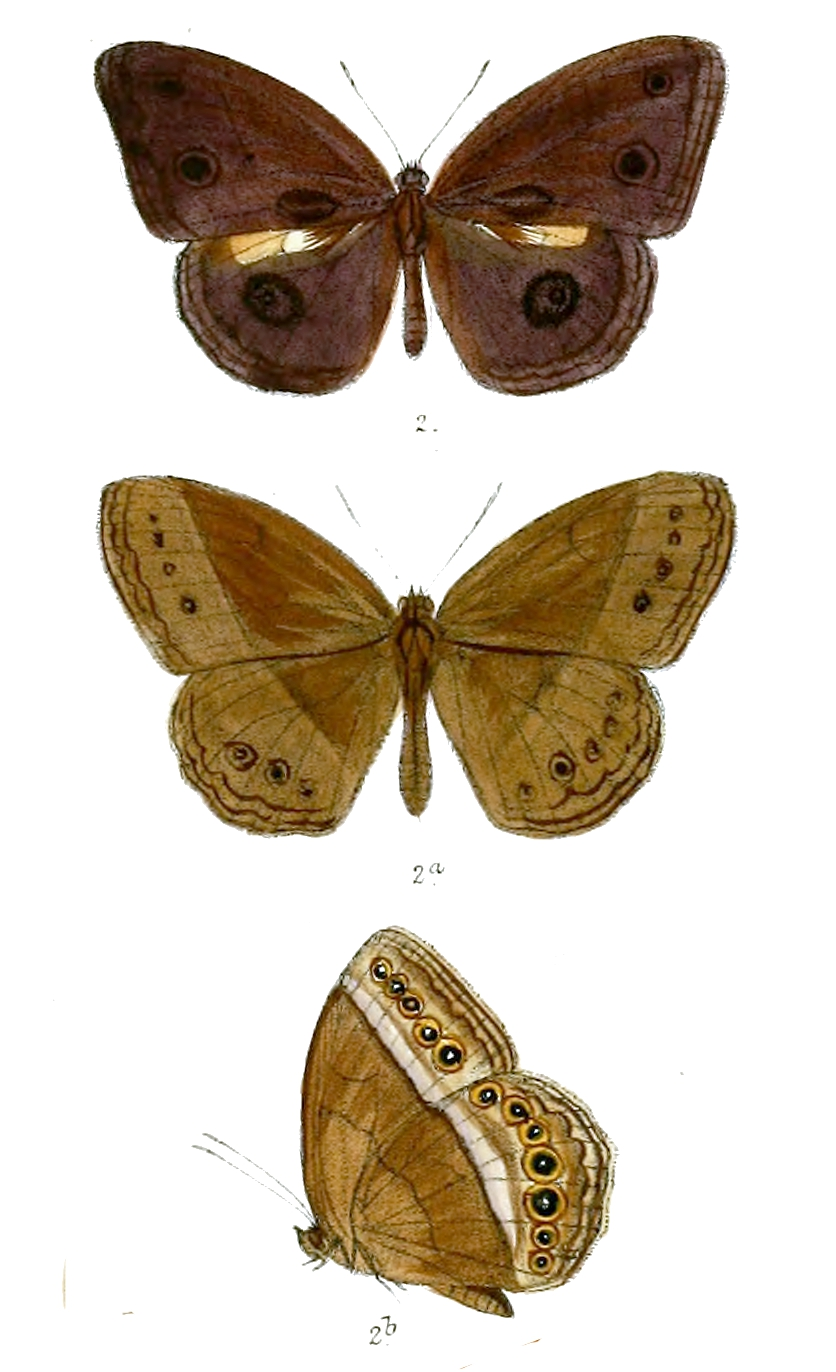